# 12 maggio
Il 12 maggio è il 132º giorno del calendario gregoriano (il 133º negli anni bisestili). Mancano 233 giorni alla fine dell'anno.

## Eventi
- 113 – Inaugurazione della Colonna Traiana a Roma;
- 1191 – Riccardo I d'Inghilterra sposa Berengaria di Navarra:
- 1328 – L'antipapa Niccolò V viene consacrato nella Basilica di San Pietro a Roma, dal vescovo di Venezia:
- 1497 – Papa Alessandro VI scomunica Girolamo Savonarola;
- 1588 – Enrico III di Francia lascia Parigi, dopo che Enrico di Guisa entra nella città;
- 1689 – Guerra di re Guglielmo: Guglielmo III d'Inghilterra si unisce alla Lega di Augusta e inizia una guerra contro la Francia;
- 1780 – Guerra d'indipendenza americana: Charleston viene catturata dalle forze britanniche:
- 1797 – Il Maggior Consiglio di Venezia abdica e la città viene consegnata a Napoleone Bonaparte; l'ultimo doge Ludovico Manin è costretto ad abdicare;
- 1815 – Guerra austro-napoletana: le truppe austriache al comando di Federico Bianchi occupano L'Aquila;
- 1820 – Nasce a Firenze Florence Nightingale, infermiera epidemiologa britannica e fondatrice dell'infermieristica moderna o nursing;
- 1832 – Al Teatro della Cannobiana di Milano prima rappresentazione de L'elisir d'amore di Gaetano Donizetti;
- 1864 – Guerra di secessione americana: nella battaglia di Spotsylvania Court House, L'angolo insanguinato, muoiono migliaia di soldati confederati e dell'unione;
- 1865 – Guerra di secessione americana, battaglia di Palmito Ranch: nel profondo Texas, più di un mese dopo la resa del generale confederato Robert Edward Lee, l'ultima battaglia della guerra finisce con una vittoria dell'Unione;
- 1870 – Il Manitoba diventa una provincia del Canada;
- 1873 – Oscar II di Svezia-Norvegia viene incoronato re di Svezia;
- 1881 – In Nordafrica, la Tunisia diventa un protettorato francese;
- 1917 – Prima all'Opera reale di Budapest del balletto Il principe di legno di Béla Bartok;
- 1932 – Dieci settimane dopo il suo rapimento, il figlio neonato di Charles Lindbergh viene trovato morto a Hopewell (New Jersey), a sole poche miglia dalla casa di Lindbergh;
- 1937 – Incoronazione di re Giorgio VI del Regno Unito nell'Abbazia di Westminster;
- 1942 – Seconda guerra mondiale, seconda battaglia di Char'kov: nell'Ucraina orientale, l'Armata Rossa inizia la sua prima grossa offensiva della guerra; durante la battaglia i sovietici riprenderanno la città di Char'kov all'esercito tedesco;
- 1944 – Si conclude l'offensiva strategica del Dnepr-Carpazi con una grande vittoria per l'Armata Rossa;
- 1948 – Luigi Einaudi presta il giuramento come secondo presidente della Repubblica Italiana dopo l'elezione del giorno precedente con 518 voti favorevoli su 872;
- 1957 – Tragedia di Guidizzolo: un incidente durante la gara automobilistica Mille Miglia causa la morte del pilota Alfonso de Portago, del copilota Edmund Nelson e di dieci spettatori;
- 1958 – Viene firmato un accordo fra USA e Canada detto North American Aerospace Defense Command (NORAD);
- 1967
  - I Pink Floyd presentano il primo concerto rock quadrifonico alla Queen Elizabeth Hall di Londra;
  - Jimi Hendrix pubblica nel Regno Unito il suo primo album Are You Experienced?;
- 1974 – Gli elettori italiani sono chiamati a esprimere la loro preferenza nel referendum per l'abrogazione della legge sul divorzio: vincono i NO con il 59,3% (l'affluenza sfiora l'88%) e la Legge Fortuna-Baslini resta in vigore;
- 1975 – Incidente della Mayaguez: la marina cambogiana cattura il mercantile statunitense SS Mayaguez in acque internazionali;
- 1977 – Durante la manifestazione organizzata a Roma dai Partito Radicale per l'anniversario del referendum sul divorzio scoppiano tafferugli con le forze dell'ordine, e durante una carica viene colpita mortalmente Giorgiana Masi di 19 anni: il ministro degli interni Francesco Cossiga negherà che gli agenti abbiano usato armi, ma foto sulla stampa mostrano agenti in borghese che sparano ad altezza d'uomo;
- 1994 – Russ Hamilton è il nuovo campione del mondo di poker[1] avendo vinto l'evento principale delle World Series of Poker: la vittoria gli varrà $1.000.000 e una quantità di argento pari al suo peso.;
- 1995 – La cantante italiana Mia Martini muore all'età di 47 anni per arresto cardiaco causato dall'assunzione eccessiva di farmaci e droghe in un quadro clinico già compromesso da vari problemi di salute;
- 1999 – David Steel diventa il primo presidente del moderno parlamento scozzese;
- 2000 – La Tate Modern Gallery apre a Londra;
- 2002 – L'ex presidente statunitense Jimmy Carter arriva a Cuba per una visita di cinque giorni a Fidel Castro, divenendo il primo presidente degli Stati Uniti d'America, in servizio o meno, a visitare l'isola dai tempi della Rivoluzione castrista del 1959;
- 2008 – Un terremoto di grado 7.8 della scala Richter devasta la Cina;
- 2016 – Brasile: la presidente Dilma Rousseff viene sospesa dalle funzioni di governo per impeachment[2];
- 2017 – Un attacco Ramsonware coinvolge milioni di computer nel mondo: maggiormente colpiti i sistemi informatici della sanità inglese e delle telecomunicazioni spagnole;

## Nati
Ci sono circa 1 200 voci su persone nate il 12 maggio; vedi la pagina Nati il 12 maggio per un elenco descrittivo o la categoria Nati il 12 maggio per un indice alfabetico.

## Morti
Ci sono circa 470 voci su persone morte il 12 maggio; vedi la pagina Morti il 12 maggio per un elenco descrittivo o la categoria Morti il 12 maggio per un indice alfabetico.

## Feste e ricorrenze

### Civili
Internazionali:
- Giornata internazionale dell'infermiere, in memoria della nascita di Florence Nightingale
- Giornata mondiale della fibromialgia
- Giornata mondiale della sindrome da stanchezza cronica

### Religiose
Cristianesimo:
- Santi Nereo e Achilleo, martiri
- San Pancrazio, martire
- San Cirillo e sei compagni, martiri in Mesia
- San Crispolto e compagni, martiri di Bettona
- San Domenico della Calzada, sacerdote
- Sant'Efrem di Gerusalemme, vescovo
- Sant'Epifanio di Salamina, vescovo
- San Filippo di Agira, sacerdote, esorcista
- Santa Gemma di Goriano Sicoli, vergine
- San Germano I, patriarca di Costantinopoli
- San Leo, eremita (ad Africo)
- San Modoaldo, vescovo
- Santa Rictrude di Marchiennes, badessa
- Beato Domenico Malaj, sacerdote e martire
- Beato Ejëll Deda, sacerdote e martire
- Beata Giovanna di Portogallo, domenicana
- Beato Giovanni de Segalars, mercedario
- Beata Imelda Lambertini, sposa, badessa

Ebraismo:
- Lag Ba'omer

Religione romana antica e moderna:
- Ludi martialici al Circo Massimo